# كيفين ألستون
كيفين ألستون (بالإنجليزية: Kevin Alston)‏ (5 مايو 1988 بواشنطن العاصمة في الولايات المتحدة - ) هو لاعب كرة قدم أمريكي في مركزي الظهير والدفاع. شارك مع منتخب الولايات المتحدة تحت 17 سنة لكرة القدم ومنتخب الولايات المتحدة تحت 18 سنة لكرة القدم. أما مع النوادي، فقد لعب مع أورلاندو سيتي ونيو إنجلاند ريفولوشن.

## وصلات خارجية
- كيفين ألستون على موقع الاتحاد الدولي (مؤرشف)  (الإنجليزية)
- كيفين ألستون على موقع الدوري الأمريكي (الإنجليزية)
- كيفين ألستون على موقع قاعدة بيانات كرة القدم.إي يو (الإنجليزية)
- كيفين ألستون على موقع Soccerway.com (الإنجليزية)
- كيفين ألستون على موقع AS.com (الإسبانية)